# Широки-Бриег (футбольный клуб)
«Широки-Бриег» (сербохорв. Nogometni klub Široki Brijeg / Ногометни клуб Широки Бријег) ― футбольный клуб из Боснии и Герцеговины, базируется в небольшом городе Широки-Бриеге, расположенным в западной части страны на берегах речки Лиштица в 20-ти километрах западнее Мостара.

## История
Футбольная команда «Борак» в Широки-Бриеге была организована вскоре после Второй мировой войны в 1948 году, но во времена существования Социалистической Федеративной Республики Югославия она никогда не выступала на союзном уровне, участвуя только в региональных турнирах. В 1950-е годы название команды сменилось на «Младост». В начале 90-х после распада Югославии в стране развязалась междоусобица, и несколько лет соревнования вообще не проводились. Вследствие противоречий на национальной и религиозной почве возникшее на политической карте мира независимое государство Босния и Герцеговина поначалу было разобщено на три части: мусульманскую (боснийскую), хорватскую и сербскую. И когда возобновилась футбольная жизнь, то в стране разыгрывались соответственно три чемпионата. «Широки-Бриег» участвовал в хорватском, и в течение пяти лет кряду (1994—1998) он был сильнейшим в своем регионе. Первый шаг к объединению был сделан в 1998 году, когда мусульмане и хорваты договорились по окончании своих чемпионатов проводить дополнительный турнир по системе плей-офф с целью выявить победителя и призёров. А с 2000 года стартовал совместный чемпионат, в котором участвовали мусульманские и хорватские клубы. Именно чемпионат 2000/01 считается первым официальным первенством страны в новейшей футбольной истории Боснии и Герцеговины. Окончательное же объединение состоялось в 2002-м, когда в местную высшую лигу влились и сербские команды. Результаты выступлений команды в первых проведенных девяти чемпионатах таковы: 2000/01 — 7-е место, 2001/02 — 2-е, 2002/03 — 4-е, 2003/04 — 1-е, 2004/05 — 3-е, 2005/06 — 1-е, 2006/07 — 5-е, 2007/08 — 2-е, 2008/09 — 6-е. В первый раз «Широки-Бриег» стал чемпионом страны под руководством Иво Иштука, однако в сентябре 2004 года Иво Иштука уволили. На смену ему пришел Ивица Барбарич. При нём команда сначала финишировала третьей, а затем вторично праздновала победу. В настоящее время клуб играет в Премьер-лиге Боснии и Герцеговины под руководством хорватского тренера Ивана Каталинича, возглавлявшего в сезоне 2002/2003 запорожский «Металлург» . Матчи проводит на стадионе «Пецара» (вмещает 10000 зрителей).

## Достижения
- Чемпион Боснии и Герцеговины (2): 2004, 2006
- Обладатель Кубка Боснии и Герцеговины (3): 2007, 2013, 2017
- Финалист Кубка Боснии и Герцеговины (5): 2005, 2006, 2012, 2015, 2019
- Серебряный призёр Чемпионата Боснии и Герцеговины (5): 2002, 2008, 2010, 2012, 2014
- Бронзовый призёр Чемпионата Боснии и Герцеговины (2): 2005, 2016
- Первая лига Герцег-Босны (5): 1994, 1995, 1996, 1997, 1998

## «Широки-Бриег» в еврокубках
| Сезон   | Турнир           | Раунд | Соперник             | 1 матч | 2 матч | Сумма      |
| ------- | ---------------- | ----- | -------------------- | ------ | ------ | ---------- |
| 2002/03 | Кубок УЕФА       | Отб   | Сенец                | 2:1    | 3:0    | 5:1        |
| 2002/03 | Кубок УЕФА       | 1Р    | Спарта (Прага)       | 0:3    | 0:1    | 0:4        |
| 2004/05 | Лига чемпионов   | 1К    | Нефтчи (Баку)        | 2:1    | 0:1    | 2:2 (гв)   |
| 2005/06 | Кубок УЕФА       | 1К    | Теута                | 1:3    | 3:0    | 4:3        |
| 2005/06 | Кубок УЕФА       | 2К    | Зета                 | 1:0    | 4:2    | 5:2        |
| 2005/06 | Кубок УЕФА       | 1Р    | Базель               | 0:5    | 0:1    | 0:6        |
| 2006/07 | Лига чемпионов   | 1К    | Шахтёр (Солигорск)   | 1:0    | 1:0    | 2:0        |
| 2006/07 | Лига чемпионов   | 2К    | Харт оф Мидлотиан    | 0:3    | 0:0    | 0:3        |
| 2007/08 | Кубок УЕФА       | 1К    | Копер                | 3:1    | 3:2    | 6:3        |
| 2007/08 | Кубок УЕФА       | 2К    | Хапоэль (Тель-Авив)  | 0:3    | 0:3    | 0:6        |
| 2008/09 | Кубок УЕФА       | 1К    | Партизани            | 0:0    | 3:1    | 3:1        |
| 2008/09 | Кубок УЕФА       | 2К    | Бешикташ             | 1:2    | 0:4    | 1:6        |
| 2009/10 | Лига Европы      | 1К    | Бананц               | 2:0    | 0:1    | 2:1        |
| 2009/10 | Лига Европы      | 2К    | Штурм                | 1:2    | 1:1    | 1:3        |
| 2010/11 | Лига Европы      | 1К    | Олимпия (Любляна)    | 2:0    | 3:0    | 5:0        |
| 2010/11 | Лига Европы      | 2К    | Аустрия (Вена)       | 2:2    | 0:1    | 2:3        |
| 2011/12 | Лига Европы      | 1К    | Олимпия (Любляна)    | 0:0    | 0:3    | 0:3        |
| 2012/13 | Лига Европы      | 2К    | Сент-Патрикс Атлетик | 1:1    | 1:2    | 2:3        |
| 2013/14 | Лига Европы      | 2К    | Иртыш (Павлодар)     | 2:3    | 2:0    | 4:3        |
| 2013/14 | Лига Европы      | 3К    | Удинезе              | 1:3    | 0:4    | 1:7        |
| 2014/15 | Лига Европы      | 1К    | Габала               | 3:0    | 2:0    | 5:0        |
| 2014/15 | Лига Европы      | 2К    | Млада-Болеслав       | 0:4    | 1:2    | 1:6        |
| 2016/17 | Лига Европы      | 1К    | Биркиркара           | 1:1    | 0:2    | 1:3        |
| 2017/18 | Лига Европы      | 1К    | Ордабасы             | 2:0    | 0:0    | 2:0        |
| 2017/18 | Лига Европы      | 2К    | Абердин              | 0:2    | 1: 1   | 1:3        |
| 2018/19 | Лига Европы      | 1К    | Домжале              | 2:2    | 1:1    | 3:3 (г.в.) |
| 2019/20 | Лига Европы      | 1К    | Кайрат               | 1:2    | 1:2    | 2:4        |
| 2021/22 | Лига конференций | 1К    | Влазния              | 3:1    | 0:3    | 3:4        |

- Домашние игры выделены жирным шрифтом